# Vieil-Hesdin
Vieil-Hesdin é uma comuna francesa na região administrativa de Altos da França, no departamento de Pas-de-Calais. Estende-se por uma área de 9,82 km². Em 2010 a comuna tinha 351 habitantes (densidade: 35,7 hab./km²).